# Universitätsbibliothek Oldenburg
Das Bibliotheks- und Informationssystem (BIS), der Carl von Ossietzky Universität Oldenburg (Oldb) ist eine zentrale Einrichtung der Universität. Das BIS nimmt die Aufgaben der Universitätsbibliothek wahr. Es umfasst die Bereiche Bibliotheks- und Mediendienste. Das BIS wird von der Bibliotheksdirektorin Heike Andermann geleitet.

## Geschichte
Die Universitätsbibliothek wurde mit der Gründung der Universität Oldenburg im Jahr 1973 ins Leben gerufen.
1974 wurde Hermann Havekost als Gründungsdirektor bestellt „und verwirklichte bis zu seiner Pensionierung im Jahr 2000 seine Reformvorstellungen von einer modernen Bibliothek“.
Zunächst wurden die Bestände der ehemaligen Pädagogischen Hochschule in Oldenburg übernommen; 1982 wurden Teilbibliotheken zusammengeführt und die heutige Zentralbibliothek am Campus Haarentor bezogen. 1984 folgte die naturwissenschaftliche Bereichsbibliothek am Campus Wechloy.
Von 2006 bis 2009 war die Universitätsbibliothek ein Bereich der Zentralen Einrichtung IBIT – Informations-, Bibliotheks- und IT-Dienste, die aus der Zusammenlegung von Universitätsbibliothek und Hochschulrechenzentrum entstanden war. 2009 wurden diese Bereiche wieder getrennt.

## Aktuelle Bestandssituation
Derzeit sind ca. 1,4 Millionen Medieneinheiten im Katalog nachgewiesen. Die Bestandspräsentation erfolgt in Freihandaufstellung an den zwei Standorten der Universitätsbibliothek. Dabei befindet sich der weitaus größere Teil in der Zentralbibliothek, die aktuelle naturwissenschaftliche Literatur wird in der Präsenzbibliothek am Campus Wechloy angeboten. In der Digitalen Bibliothek stehen ca. 31.000 E-Journals für die Nutzung zur Verfügung.

## Spezielle Sammlungen
- Teil der Universitätsbibliothek ist die Mediathek mit einer umfangreichen Sammlung an audiovisuellen Materialien, darunter befindet sich ein fast kompletter Bestand von DEFA-Filmkopien. Dieser konnte 1991 durch Ankauf vor der Vernichtung gerettet werden.
- Die Universitätsbibliothek Oldenburg betreut als Dauerleihgabe ca. 30.000 Kinder- und Jugendbücher, die im Rahmen der jährlichen Oldenburger Kinder- und Jugendbuchmessen (KIBUM) ausgestellt wurden und werden. Die Sammlung dient ausschließlich Zwecken der Wissenschaft und Forschung. Sie wird laufend um jährlich rund 2.000 neue Titel ergänzt. Zusammen mit Erwerbungen historischer Bestände durch die Universitätsbibliothek bilden sie die Kinder- und Jugendbuchsammlung.
- In der Universitätsbibliothek befindet sich der Nachlass Carl von Ossietzkys.
- In der Kurt-Tucholsky-Forschungsstelle wurde die Oldenburger historisch-kritische Gesamtausgabe seiner Schriften erarbeitet.[6]
- Die Bibliothek ist im Besitz der ca. 12.000 Bände umfassenden Privatbibliothek des Mediziners und Philosophen Karl Jaspers. Die Sammlung ist im Karl-Jaspers-Haus in Oldenburg aufgestellt.[7]

## Regionaler Katalog ORBISplus
Der Katalog „ORBISplus“ ist ein lokaler Verbundkatalog für die wissenschaftlichen Bibliotheken in Oldenburg (mit Landesbibliothek und den Bibliotheken der Jade Hochschule). Die ORBISplus-Suchmaschine wird von der Universitätsbibliothek betrieben. Die ORBISplus-Bestände sind wiederum im Katalog des Bibliotheksverbundes GBV nachgewiesen.

## Leitungen
- 1971–2000 Hermann Havekost
- 2001–2018 Hans-Joachim Wätjen[8]
- 2018–2020 Heike Andermann (komm.)
- seit 2020 Heike Andermann[9]